# Glenboig
Glenboig est un village situé dans le North Lanarkshire, en Écosse.